# Leptogorgia abietina
Leptogorgia abietina är en korallart som beskrevs av Kükenthal 1919. Leptogorgia abietina ingår i släktet Leptogorgia och familjen Gorgoniidae. Inga underarter finns listade i Catalogue of Life.